# ほぼほぼ
『ほぼほぼ 〜真夜中のツギクルモノ探し〜』は、2016年4月6日より2017年4月2日までテレビ東京で放送されていたバラエティ番組。放送時間は毎週日曜日2:10 - 2:35（土曜日深夜）

## 概要
真夜中にハイテンション芸人やハイテンションアイドルらが様々な今キテる事を紹介する。 

## 放送時間
- 毎週水曜日 1:35 - 2:05 (火曜日深夜) 2016年4月6日～6月
- 毎週日曜日 2:10 - 2:35 (土曜日深夜) 2016年7月～2017年4月2日

## 司会
- 唐橋ユミ
- 山里亮太（南海キャンディーズ）

## 主な出演者
- あの（ゆるめるモ！）
- ようなぴ（ゆるめるモ！）
- けちょん（ゆるめるモ！）
- しふぉん（ゆるめるモ！）
- まえだゆう（predia）
- 林弓束（predia）
- 佐藤聖羅
- 宮澤茉凜（LoVendoЯ）
- 西井万理那（生ハムと焼うどん）
- 東理紗（生ハムと焼うどん）
- mone（MMM）
- 日野麻衣（しーくいーん）
- 三田寺理紗（しーくいーん）
- 白幡いちほ（劇場版ゴキゲン帝国）
- バイク川崎バイク
- ニューヨーク
- R藤本
- スーパーニュウニュウ
- ANZEN漫才
- さらば青春の光
- うしろシティ
- ヤーレンズ
- GAG少年楽団
- ライス
- 三拍子
- カミナリ
- 鬼越トマホーク
- 紺野ぶるま
- オジンオズボーン

## スタッフ
- ナレーター:西明日香
- 構成:桜井すぺいし、河野有
- TD:丸山真平、野瀬一成
- CAM:西村光平、高見沢美栄子、伊井隼人
- VE:長沼伸明
- AUD:星川真視
- 照明:古川雅士
- 美術:薬王寺哲朗
- タイトル:ツボイヒロム
- EED:岡田しのぶ、林宏美、大門春菜
- MA:大浦克寿
- CG:glow
- 音効:山口晃司（ヴェントゥオノ）
- TK:池田美香
- AD:中西ひかり
- AP:柳橋弘紀
- FD:西岡奈美
- ディレクター:石塚学、蓑茂健太郎、高橋健人
- 演出:金澤タダスケ
- プロデューサー:小高亮、川畑雅一
- 制作協力:共同テレビジョン→ベイシス
- 制作著作:テレビ東京